# Jacob Wick
Jacob Wick (circa 1985) is een Amerikaanse trompettist en componist in de jazz en geïmproviseerde muziek en installatiekunstenaar.

## Biografie
Wick groeide op in de suburbs van Chicago en woonde daarna in Brooklyn, Oakland en Los Angeles. In zijn college-jaren zag hij een optreden van Cecil Taylor's Large Ensemble in de Iridium Jazz Club, dat hem sterk beïnvloedde. Vanaf 2003 studeerde hij kunst, in 2007 werd hij Bachelor of Arts (Purchase College van de State University of New York) en in 2013 Master (California College of the Arts).
Hij werkte in de Amerikaanse jazzscene als lid van de groep The HighLife rond Jason Ajemian, tevens speelde hij in Hungry. Cowboy (met Briggan Krauss, Jonathan Goldberger, Mike Pride), Kenosha Kid en Tres Hongos (met Frank Rosaly, Marc Riordan). Hij vormde een trio met David Moré en Jeff Kimmel (album Titing, 2011). In 2011 speelde hij met Andrew D’Angelo op Moers Festival. Sinds 2014 woont hij in Mexico City, hij speelde hier o.a. in Gibrán Andrade Cuarteto (Puente, 2016). Hij was ook actief met Toshimaru Nakamura, Bonnie Jones, Katherine Young, Ted Byrnes, Michael Foster en Josh Roseman.

## Discografie (selectie)
- Jacob Wick / Andrew Greenwald: 37:55 (Creative Sources, 2008)
- White Rocket: White Rocket (Diatribe), 2008, met Greg Felton, Sean Carpio
- Jason Ajemian, The HighLife: Let Me Get That Digit (Sundmagi Records, 2010)
- Tres Hongos: Where My Dreams Go to Die (Molk Records, 2012)
- Hungry Cowboy: Dance (Prom Night, 2013)
- Shane Perlowin & Jacob Wick: Objet A (Prom Night Records, 2014)
- Gibrán Andrade Cuarteto: Puente (2016), met Federico Hülsz, Alonso López Valdés